# ROLLY&谷山浩子のからくり人形楽団
『ROLLY&谷山浩子のからくり人形楽団』はTHE 卍のROLLY (ボーカル、エレキギター)、佐藤研二 (ベース)、高橋ロジャー和久 (ドラム)と谷山浩子 (ボーカル、ピアノ)、プロデューサの石井AQ (シンセサイザー) のユニットである「からくり人形楽団」によるアルバムである。谷山が他の音楽家とアルバムを合作するのは本アルバムが初の試みである。

## 解説
本アルバムは谷山浩子のデビュー40周年を記念して制作された。新曲が3曲、既存の曲の新録音が13曲という構成であり、その多くは谷山とROLLYのデュエットである。谷山は2002年から『猫森集会』というコンサートを定期的に開催しており、ROLLYとは2008年の『猫森集会』で初めて共演した。『猫森集会』のゲストを決める会議で、谷山はディレクターやマネージャーからROLLYをゲストに迎えることを何度も提案された。谷山はROLLYについてはテレビのバラエティ番組に出演したときの色物じみた姿しか知らず、ROLLYとの共演の話は3年ほど進展しなかった。しかし、谷山は度重なるスタッフの提案に応じてROLLYの人柄を確認しようと、2007年に世田谷パブリックシアターで上演されていたROLLYの出演する『三文オペラ』の舞台を見に行った。そして舞台でのROLLYの姿を見たとき、そして、その後に楽屋で挨拶に行ったときに、谷山はROLLYに対する印象を改めたという。谷山は楽屋で見たROLLYの印象を「のらねこの時代が長かった猫」に例えている。これをきっかけに『猫森集会』でのROLLYの出演が決まり、以降何度か共演した。本アルバムを40周年記念で制作するのも谷山がスタッフからの発案を受け容れたことで決定された。ROLLYは自身の姉が谷山のファンだったことから谷山のことを以前から知っていたという。
本アルバムに収録する曲の選出はROLLYが行った。ROLLYは『猫森集会』で谷山とROLLYが演奏した曲の中から、人気のある曲に加えて、佐藤と高橋の意見を聞いて演奏したい曲を選び出したという。最初はROLLYはボーカルを担当しない予定だった。「KARA-KURI-DOLL ～Wendy Dewのありふれた失恋～」の収録中に初めてデュエットで歌い、それ以降はROLLYもボーカルに加わったという。アルバムの題名にもある「からくり人形」というキーワードは人形好きのROLLYの発案であり、人形とからくりの趣味は谷山とROLLYの間で共通するものであるという。収録はROLLYが出演するシャンソンの祭典『パリ祭』と舞台『クリンドルクラックス！』の稽古と公演の日程と重なってしまい、2日間しか時間がとれなかった。谷山とTHE 卍のメンバーとの収録ではクリックを一切使用せず、ほとんどが1度か2度のテイクで収録した。「哀しみのからくり人形楽団」は仮歌が採用されたという。谷山はこうして制作された楽曲をライブ感が出ていると評している。
アルバムに付属するブックレットには歌詞だけでなく、谷山自身による各楽曲の解説も掲載されている。また、ファイナルファンタジーシリーズの音楽を手がけたことで知られる作曲家の植松伸夫の評論や、ROLLYへのインタビューも収録されている。

## 収録曲
1. ROLLY&谷山浩子のからくり人形楽団
作詞・作曲：谷山浩子
新曲。元は谷山が最初に制作し、続きをROLLYが担当するという形式の合作の予定だったが、谷山が最初から最後まで全部作りきってしまったという[4]。その後のデモテープの時点では輪唱形式にはなっていなかった。ROLLYは谷山の後に続けて自分が歌うと考え、それが採用された[5]。この曲の題名とアルバムの題名が同一なのは、谷山がビートルズの『サージェント・ペパーズ・ロンリー・ハーツ・クラブ・バンド』のように1曲目とアルバムタイトルを同じにしたいと考えていたためである[6]。
2. パラソル天動説
作詞・作曲：谷山浩子
3. 公爵夫人の子守唄
原詩:ルイス・キャロル、日本語詩:矢川澄子 (新潮文庫『不思議の国のアリス』より)、作曲:谷山浩子
4. ハートのジャックが有罪であることの証拠の歌
原詩:ルイス・キャロル、日本語詩・作曲:谷山浩子
5. さよならDINO
作詞・作曲：谷山浩子
間奏のROLLYのソロはボーカルエフェクトプロセッサを使用している[4]。
6. 素晴らしき紅マグロの世界
作詞・作曲：谷山浩子
元は収録される予定ではなかった。2012年6月、谷山が風邪で声が出ずに休んでいたとき、ROLLYと石井が2人だけでも可能な部分の収録を行った。谷山がいないために時間が余り、石井がこの曲のデータを持っていたため、即興的にこの曲の収録を行った[4][5]。ROLLYが単独でボーカルを担当し、コーラスは石井が担当している。
7. ねむの花咲けばジャックはせつない
作詞・作曲：谷山浩子
元は尾崎翠の『第七官界彷徨』を音楽劇化したときに制作された劇中歌である。THE 卍のROLLY、佐藤、高橋が満場一致で演奏を希望した唯一の曲である。ROLLYは藤城清治の影絵をイメージしたという[4][5]。
8. Elfin
作詞・作曲：谷山浩子
ROLLYのコーラスではボーカルエフェクトプロセッサが使用されている[4]。
9. KARA-KURI-DOLL ～Wendy Dewのありふれた失恋～
谷山は元々、ROLLYが初めてライブでゲストとして出演した際に歌っていた榎本健一の『俺こそ色男リリオム』のような曲を作りたいという意図でこの曲を制作したという[4]。一方で、ROLLYはこの曲を聞いて笹塚駅前のクイーンズ伊勢丹のような建物の前にあるからくり時計を想像したという[5]。
作詞・作曲：谷山浩子
10. 第2の夢・骨の駅
作詞・作曲：谷山浩子
元は谷山の自作の小説の劇中歌だった。谷山とROLLYとのライブでは定番の曲である[4]。
11. 第5の夢・そっくり人形展覧会
作詞・作曲：谷山浩子
こちらも元は谷山の自作の小説の劇中歌であり、谷山とROLLYとのライブでは定番の曲である[4]。
12. ヤマハ発動機社歌
作詞:鈴木恵子・橋本初江、作曲：谷山浩子
佐藤が編曲を担当した。ボーカルは谷山とROLLY、石井、ディレクター2名、マネージャー1名が担当した[4]。
13. あたしの恋人
作詞・作曲:谷山浩子
ROLLYはインタビューで特に印象に残った曲としてこの曲を挙げており、映画『ジョニーは戦場に行った』を思い起こさせたという[3]。ROLLYが単独でボーカルを担当しており、老婆をイメージして歌っているという[4][9]。
14. ねこの森には帰れない
作詞・作曲:谷山浩子
ROLLYが谷山と初めて会った時点で唯一知っていた谷山の曲であり、小学生のときに姉が聞かせてくれたという。後にROLLYがクイーンの『キラー・クイーン』と『マイ・ベスト・フレンド』を聞いたときにこの曲と似たところがあると思ったと語っている[3][4][5][10]。
15. 哀しみのからくり人形楽団
作詞・作曲:谷山浩子
「ROLLY&谷山浩子のからくり人形楽団」の収録後、それをマイナー調にした曲も作りたいというアイディアが生まれてこの曲が制作された。そのときは収録も終盤で、スタジオの隅に放置されていた調律の怪しいアップライトピアノしか使えなかった。しかし、それが却って良い雰囲気を醸し出したとROLLYと谷山は語っている[4][5]。
16. カズオくんと不思議なオルゴール
作詞・作曲:谷山浩子
この曲は他の曲の収録が終わった後に制作された。谷山が自宅で歌とピアノを録音し、その後に石井の元に送られて完成した。谷山は「ROLLY&谷山浩子のからくり人形楽団」と「哀しみのからくり人形楽団」の2曲に対して満足しきれないところがあった。その最中、全く別の曲の制作中にこの曲が生まれ、2曲に対する不足感が解消されたという。題名の「カズオ」はROLLYの実名の寺西一雄に由来しており、谷山はこの曲の主人公をROLLYと考えて歌っていると語っている[3][4][11]。